# 제10회 제천국제음악영화제
제10회 제천국제음악영화제는 2014년 8월 14일에 열린 시상식이다.

## 수상 및 후보

### 대상
- 전설의 스튜디오, 머슬 숄즈 - 그렉 프레디 카맬리어 수상

### 심사위원 특별상
- 남색골두 - 최건 수상

### 세계 음악영화의 흐름
- 블루 스카이 본즈 - 최건
- 굿 럭! 보이 - 셔우 허
- 해적방송 전성시대 - 크레이그 뉴랜드
- 머슬 숄즈 - 그렉 프레디 카맬리어
- 지휘자를 위한 1분 - 앙헬 에스테반 외 1명
- 마빈 햄리쉬의 사운드트랙 - 도리 번스타인

### 주제와 변주
- 서칭 포 슈가맨 - 말릭 벤젤룰
- 기타의 장인, 플립 씨피오 - M. 클레어 페이만
- 윌리엄 클랙스턴 - 사진 속의 재즈 - 줄리안 베네딕트
- 구차 - 열정의 트럼펫 - 밀리보 질릭
- 라스트 반도네온 - 알레한드로 새더만
- 위드 아웃 유, 해리 닐슨 - 존 쉐인펠드

### 시네마 콘서트
- 항구의 일본 아가씨 - 시미즈 히로시
- 부초 이야기 - 오즈 야스지로

### 시네 심포니: 장편
- 춤추고 싶어요 - 엑셀 라니쉬
- 마리나 - 스틴 코닝스
- 핀 - 프랜즈 웰츠
- 프랭크 - 레니 에이브러햄슨
- 베이비 벌룬 - 스테판 리베르스키
- 나폴리의 노래 - 마르코 마네티 외 1명
- 왈츠 포 모니카 - 페르 플라이

### 시네 심포니: 단편
- 216개월 - 발렌탱 포티에르 외 1명
- 마지막 꿈을 위한 음악 - 니콜라스 로하스 산체스
- 노래 그리기 - 마리-소피 귀요 외 2명
- 빌리의 블루스 - 루이 쟝 고어
- 리슨 - 젤라렘 울드메리엄
- 키스멧 식당 - 마크 넌너리
- 세르히오 라모스 - 후안 페르난데즈
- 월드 와이드 워즈 - 사미르 틀라틀리
- 미튜브: 오거스트 하바네라를 부르다 - 다니엘 모쉘
- 소나타 - 안토니오 도네레 산체스
- 투데이즈 더 데이 - 다니엘 클라우드 캄포스
- 히든 트랙 - 엘리자베트 츠빔퍼
- 옥타브 - 캉디스 아르직
- 에사 무지카 - 다리오 베하라노

### 뮤직 인 사이트: 장편
- 자메이카로의 여행 - 노엘 데르네시 외 1명
- 영화음악의 거장들 – 브뤼노 꿀레 - 파스칼레 쿠에노트
- 컬러스 오브 아일랜드 - 마들리 라안
- 거장의 손, 마우리치오 폴리니 - 브뤼노 몽생종
- 무지카 문디 - 얀 브론델 외 1명
- 쿠바라고 불러다오 - 파블로 마시프
- 락 미 투더 문 - 후앙 시아춘
- 8비트에 빠진 유럽 - 하비에르 폴로
- 총리가 된 피아니스트 - 비에스와프 동브로프스키
- 영화음악의 거장들 – 랄로 쉬프린 - 파스칼 퀴노
- 웨인 쇼터 4중주 이야기 - 귀도 루코슈
- 위로 받지 못할 추억 - 아리안 카가노프
- 상하이 재즈 1세대 - 울리 가울케
- 지구에서의 2만일 - 이아인 포사이스 외 1명
- 펠라 쿠티. 아프리카의 소리 - 알렉스 기브니
- 발레리 게르기예프 - 어떤 광기 - 알베르토 벤자고
- 한여름 밤의 탱고 - 비비아네 브루멘샤인
- 펑크 싱어 - 시니 앤더슨
- 부활! 쟈니 윈터 - 그렉 올리버

### 뮤직 인 사이트: 단편
- 칠레의 엘비스 - 마르셀로 키위
- 음악이 구한 삶 - 말콤 클락
- 인생은 로큰롤 - 이네스 모랄레스 에르난데스
- 언더 그라운드 - 샤 황

### 한국 음악영화의 오늘: 장편
- 웨일 오브 어 다큐멘터리 - 권오경
- 씨 없는 수박 김대중 - 이주호
- 우리동네 슈퍼밴드 - 최종천
- 서둘러 천천히 - 현영애
- Color of Song - 김선교
- 울림 (갱상도 판소리의 길을 찾다) - 김정홍
- 내 마음에 록스타를 깔고 - 윤솔지
- 일어나요, 춘자씨 - 노재현

### 한국 음악영화의 오늘: 단편
- 현재에 산다 - 김민지
- 수제앨범 - 공리혜
- It's Real - 이민섭
- 트리오 - 유대얼
- 사브라 - 정대건
- 피아노 - 조영준
- 다정하게 바삭바삭 - 장영선
- 누구나 마음속엔 고양이가 산다 - 나정인

### 패밀리 페스트: 장편
- 하와이, 우쿨렐레 - 안원경
- 기적의 피아노 - 드미트리우스 나바로

### 패밀리 페스트: 단편
- 강아지와 새 - 브람 케인
- 틴티코의 오후 - 알레한드로 가르시아 카바예로
- 나의 데뷔 - 마틸드 마자브라르
- 트럼페터 - 라울 로빈 모랄레스
- 디제이 티에스토 - 르네 판네비스
- 춤추는 고래 - 야콥 스탈함마르
- 우디 - 스튜어트 보웬
- 몽키 심포니 - 막심 보댕 외 3명
- 기타의 신동 - 루크 마이어
- 라미 - 크리스토프 드파예 외 1명